# Gorhamova špilja
Gorhamova špilja se nalazi na britanskom inozemnom teritoriju, Gibraltaru, na jugu Pirinejskog poluotoka, na jugoistočnoj litici gibraltarske stijene. Ime je dobila po britanskom kapetanu Arthuru Gorhamu, britanskom časniku koji je otkrio ovu špilju u vapnenačkoj stijeni 1907. godine.
Špilja je najpoznatija kao posljednje obitavalište neandertalaca u Europi, zbog čega je, zajedno s četiri spojene špilje, i upisana na UNESCO-ov popis mjesta svjetske baštine u Europi 2016. godine kao britanska svjetska baština. Naime, strme vapnenačke litice na istočnoj strani gibraltarske stijene sadrže četiri špilje s arheološkim i paleontološkim naslagama koje pružaju dokaze o neandertalskoj nazočnosti tijekom više od 125.000 godina. Ovo izuzetno svjedočanstvo kulturnih tradicija neandertalaca se osobito vidi u dokazima o lovu ptica i morskih životinja za hranu, korištenjem perja za ukrašavanje i prisutnosti apstraktnih petroglifa. Znanstvena istraživanja na ovim lokalitetima već su znatno pridonijela raspravama o neandertalcima i ljudskoj evoluciji.
U vrijeme kada je bila naseljena, prije oko 55.000 godina, Gorhamova špilja se nalazila oko 5 km udaljena od obale Sredozemnog mora, ali je zbog velike promjene u razini mora danas tek nekoliko metara od njezine površine.

## Arheologija
God. 1848., u susjednom mjestu Forbesovog kamenoloma pronađena je druga poznata lubanja neandertalca (nakon one u špilji Schmerling u Belgiji) koja međutim nije odmah identificirana kao lubanja izgubljenog ljudskog roda.
Gorhamovu špilju je istraživao od 1948. do 1954. godine J.A. Waechter, a potom od 1999. do 2005. godine i tim Gibraltarskog muzeja na čelu s Clivom Finlaysonom. Istražen je 10 m dubok stratigrafski sloj sa šest razina povezanih s musterijenskim i dvije razine epigravetijenskim kulturama španjolskog Levanta.
Dana 1. rujna 2014. objavljeno je otkriće na podu stjenovite platforme na stražnjem dijelu špilje, koja je prekrivena sedimentom apstraktnih geometrijskih oblika urezanih prije više od 37.000 godina. Oni su prvi poznati primjer apstraktne umjetnosti neandertalaca.
Nedavna istraživanja pokazuju da su neandertalci živjeli tamo od oko 65.000 godina prije Krista do 28.000 godina, pa čak i do 24.000 godina pr. Kr. te su odavno koegzistirali s modernim ljudima, koji su se na tom području pojavili oko 40.000 godine pr. Kr.